# 小川真由美 (アナウンサー)
小川 真由美（おがわ まゆみ、1972年7月18日 - ）は、静岡県出身のフリーアナウンサー。ジョイスタッフ所属。

## 略歴
名前の由来はミュンヘンオリンピック競泳金メダリスト・青木まゆみから。武蔵野女子大学（現・武蔵野大学）文学部英米文学科卒業。ラジオ福島アナウンサーを経てフリーとなる。
第25回アノンシスト賞「ラジオCM部門」全国最優秀賞受賞。趣味は三味線及び琴（生田流正派名取）等。

## 出演番組

### 現在の出演番組
- 東京マーケットワイド（TOKYO MX〈デジタルMX2・ワンセグ2〉、水曜午後と木曜午前 2008年6月 - ）
- 文化放送ライオンズナイター（文化放送、2016年4月 - 、スタジオ担当。木曜・金曜 → 木曜・隔週金曜 → 火曜·水曜）

### 映画
- シン・ゴジラ（2016年7月29日、東宝） - アナウンサー役

### 過去の出演番組
- ダッシュ!アミーゴ1号2号（文化放送、2017年10月 - 2018年3月、金曜アシスタント）
- ダッシュまさいち 中6日!（文化放送、2017年10月 - 2018年3月）
- ダッシュ斉藤 中6日!（文化放送、2016年10月 - 2017年3月）
- SET UP!!（文化放送、2011年4月5日 - 2017年9月27日、アシスタント。野球シーズン中はプロ野球中継予定のない日、オフ期間は火曜 - 金曜 → 水曜、金曜→火曜 - 金曜に出演）
- 蟹瀬誠一 ネクスト!（文化放送、2003年4月 - 2006年3月）
- 木村政雄の楽園計画（文化放送、2007年4月2日 - 9月24日）
- 吉田照美 飛べ!サルバドール（文化放送、2016年8月30日）代理アシスタント
- マネーウォッチ（日本BS放送、9月5日 -9月30日 、水曜日キャスター）
- 福島競馬実況中継（ラジオ福島）
- 住まい自分流 〜DIY入門〜（NHK教育テレビジョン、2007年4月 - 2009年3月、ナレーション）
- 住まい自分流（NHK教育テレビジョン 2009年4月 - 2011年3月、ナレーション）
- 中央競馬中継WEST（グリーンチャンネル、日曜午後 2006年1月 - 2011年6月）
- 中央競馬全レース中継（グリーンチャンネル、日曜午前 2011年7月 - 2012年12月）
- B2takes!TV「チカメンですけど何か？」(TOKYOMX2、2017年4月‐6月)
- Lプロ!（文化放送、2018年4月 - 2018年9月、アシスタント）

### 車内自動放送
- 伊豆箱根鉄道駿豆線（2017年 - 、日本語放送）